# A góré
A góré (eredeti cím: Shot Caller) 2017-ben bemutatott amerikai bűnügyi filmthriller, amelyet Ric Roman Waugh írt és rendezett. A főbb szerepekben Nikolaj Coster-Waldau, Omari Hardwick, Lake Bell, Jon Bernthal és Emory Cohen látható.
Az Amerikai Egyesült Államokban az LA Filmfesztiválon debütált 2017. június 16-án, majd augusztus 18-án mutatták be a mozikban a Saban Films forgalmazásában.

## Cselekmény
Jacob Harlon családapa és sikeres üzletember élete tragikus fordulatot vesz: ittasan vezetve halálos balesetet okoz, melyben egy barátja életét veszti, ezért Jacob börtönbe kerül. Itt megismerkedik a börtönélet brutális világával és annak sajátos szabályaival. A túlélés érdekében idővel veszedelmes fegyenccé alakul át, elveszítve korábbi énjét és kapcsolatát szeretteivel – és ezen a szabadulása sem változtat.

## Szereplők
| Szereplő                 | Színész               | Magyar hang      |
| ------------------------ | --------------------- | ---------------- |
| Jacob "Zsuga" Harlon     | Nikolaj Coster-Waldau | Anger Zsolt      |
| Ed Kutcher               | Omari Hardwick        | Galambos Péter   |
| Kate Harlon              | Lake Bell             | Bánfalvi Eszter  |
| Frank "Shotgun"          | Jon Bernthal          | Varga Gábor      |
| Howie                    | Emory Cohen           | Hamvas Dániel    |
| Bottles                  | Jeffrey Donovan       | Kardos Róbert    |
| Chopper                  | Evan Jones            | Király Attila    |
| Sanchez seriff           | Benjamin Bratt        | Epres Attila     |
| Jerry "A szörny" Manning | Holt McCallany        | Schneider Zoltán |
| Herman Gomez             | Juan Pablo Raba       | Dolmány Attila   |
| Phil Cole                | Matt Gerald           | Bognár Tamás     |
| Steve                    | Michael Landes        | Rátóti Zoltán    |
| Jennifer                 | Jessy Schram          | Csuha Bori       |
| Kaszás                   | Keith Jardine         | Borbiczki Ferenc |
| Toby "Redwood" Simms     | Chris Browning        | Törköly Levente  |
| Tom                      | Max Greenfield        |                  |

### Magyar változat
- Bemondó: Bozai József
- Magyar szöveg: Petőcz István
- Hangmérnök: Kiss István
- Vágó: Sári-Szemerédi Gabriella
- Gyártásvezető: Kablay Luca
- Szinkronrendező: Lengyel László

A szinkront a Mafilm Audio Kft. készítette el.

## A film készítése
A góré című bűnügyi filmthriller 2015. április 9-én kapott zöld utat, amikor a Bold Films vállalta a film teljes finanszírozását és gyártását. A filmet Ric Roman Waugh rendezte, aki saját forgatókönyvét vitte vászonra. A projekt fejlesztését a Participant Media kezdte meg, a producerek pedig Jonathan King (Participant), Michel Litvak és Matthew Rhodes (Bold Films), valamint Waugh voltak. A Relativity Media 2015 áprilisában 3 millió dollárért szerezte meg az amerikai forgalmazási jogokat, széles körű bemutatási kötelezettséggel, míg a Sierra/Affinity intézte a nemzetközi értékesítést. Azonban a Relativity Media 2015 júliusi csődje miatt a film bemutatását elhalasztották. Végül 2017 áprilisában a Saban Films vette át az amerikai forgalmazási jogokat.
A film forgatása 2015. május 26-án kezdődött Albuquerque-ben és Santa Fe-ben.